# 習志野市立津田沼小学校
習志野市立津田沼小学校（ならしのしりつつだぬましょうがっこう）は、千葉県習志野市津田沼にある公立小学校。

## 概要
通称は「津小」。1873年（明治6年）に菊田学校として創立。
1957年（昭和32年）に完成した、丸い筒の形をした円形校舎が特徴であったが、老朽化に伴い2012年12月から取り壊された。既存グラウンドの位置に新校舎は2012年12月に完成。

## 沿革
- 1873年11月 - 久々田村東漸寺に菊田学校として創立。
- 1886年4月 - 津田沼町立菊田尋常小学校と改称。
- 1887年4月1日 - 鷺沼・菊田・藤崎・谷津・大久保の5小学校が合併、三輝尋常小学校（のち菊田尋常小学校と改称）となり、鷺沼・藤崎・谷津・大久保は分校となる。
- 1889年
  - 2月19日 - 分校廃止。
  - 10月3日 - 鷺沼尋常小学校が独立。
- 1895年 - 大久保尋常小学校が独立。
- 1908年4月 - 津田沼町内にあった各小学校を統合し、津田沼町立津田沼尋常高等小学校とする。 市内各小学校は前日に廃止され、菊田・鷺沼・大久保・谷津・藤崎の各尋常小学校は分教場となる。
- 1910年 - 津田沼尋常高等小学校校舎を新築。
- 1927年 - 菊田・鷺沼・谷津・藤崎分教場が津田沼尋常高等小学校本校に統合される。
- 1936年 - 津田沼尋常高等小学校附属幼稚園開園（現在隣接している津田沼幼稚園とは無関係）。
- 1941年3月 - 国民学校令施行によって津田沼町立津田沼国民学校と改称。
- 1944年3月 - 大久保分校が津田沼町立大久保国民学校として独立。
- 1947年4月 - 津田沼町立津田沼小学校と改称。
- 1950年 - 津田沼小学校谷津分校設置。
- 1951年10月 - 谷津分校が津田沼町立谷津小学校として独立。
- 1953年4月 - 鷺沼分校が津田沼町立鷺沼小学校として独立。 津田沼小学校東校舎11教室を借り授業を行う。（1954年に現在地へ移転）
- 1954年8月 - 習志野市立津田沼小学校と改称。
- 1957(昭和32)年 - 東校舎完成
- 1958年 - 西校舎完成。
- 2012(平成24)年
  - 12月 - 新校舎竣工
- 2014年7月 - プール棟竣工

## 教育目標
心豊かにたくましく生きぬく児童の育成

## 学校行事
- 4月[5]
  - 始業式
  - 入学式
- 5月
  - 運動会
- 7月
  - 終業式
- 9月
  - 始業式
- 10月
  - 校外学習
  - 修学旅行
- 12月
  - マラソン大会
  - 終業式
- 1月
  - 始業式
- 3月
  - 卒業証書授与式
  - 修了式

## 部活動

### 運動部
- サッカー部(小学6年生から)
- ミニバスケットボール部(同)

### 文化部
⚫︎音楽部(令和3年までは吹奏楽、合唱部に分けられていた。)

## 通学区域
- 津田沼2丁目・3丁目（1番～12番）・4丁目・5丁目・6丁目（4番～14番）・7丁目（3番～17番）[6]
- 谷津町1丁目（国道14号線以北）・4丁目

## 進学先中学校
- 習志野市立第五中学校[6]

## 関係者

### 教職員
- 高橋誉冨 - 過去に校長であった

## 学区内の主な施設
- 鉄道駅
  - 京成本線京成津田沼駅
- 教育機関
  - 習志野市立津田沼幼稚園
  - 社会福祉法人習志野菊田みのり保育園 (旧:習志野市立菊田保育所)
  - 習志野市立菊田第二保育所
  - 千葉工業大学津田沼キャンパス
- その他
  - 習志野郵便局
  - 公務員住宅津田沼官舎
  - 東日本旅客鉄道株式会社津田沼アパート
  - 住友大阪セメント津田沼社宅

## 交通
- 京成本線京成津田沼駅から徒歩5分[7]
- 総武本線津田沼駅から徒歩10分